# Années 530
Les années 530 couvrent la période de 530 à 539.

## Événements

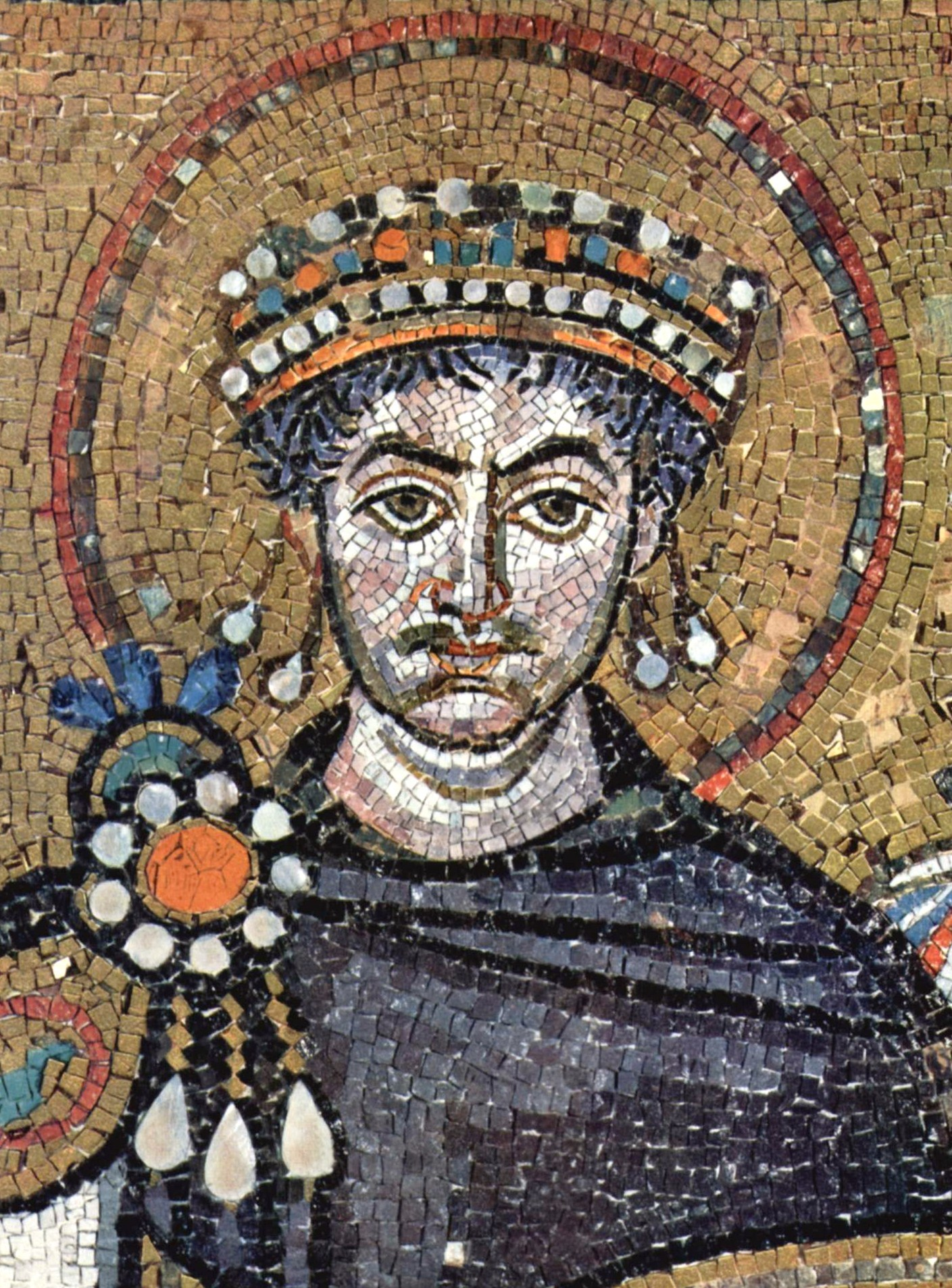
Justinien, mosaïque de la basilique San Vitale de Ravenne.

- Entre 530 et 556 : Benoît de Nursie, l'abbé du mont Cassin, établit sa règle monastique, la règle bénédictine[1].
- Vers 530 :
  - l'empereur byzantin Justinien fait fermer le temple d'Isis à  Philaé, en Égypte, dernier bastion de la religion polythéiste égyptienne[2].
  - voyage de Brendan de Clonfert dans l'océan Atlantique avec dix-sept autres moines irlandais dans un currach[3].
- 531-579 : règne de Khosro Ier, roi de Perse. Les Sassanides construisent de nouvelles lignes de défenses. Ils élèvent les murs du Caucase et la forteresse de Derbent, peut-être contre les Khazars, et réoccupent le « mur d’Alexandre » (Sadd'i Iskandar), dans la plaine au nord de Gorgan (Iran)[4]. À l'époque de Khosro Ier est composée la lettre de Tansar (en), employée comme instrument de propagande par les Sassanides[5].
- 532 : sédition Nika à Constantinople[6].
  - Les paysans, chassés de leur terre par l’invasion des perses (529) refluent vers Constantinople dont ils accroissent la plèbe turbulente. Les grands propriétaires alourdissent leur « patronage » sur les colons de leurs domaines et manifestent une indépendance et des exigences grandissantes à l’égard du pouvoir. Durant l’hiver 531-532, une conjonction des deux menaces, provoquée par la crise religieuse (monophysites) associée aux troubles sociaux, assiège l’empereur dans son palais au cri de « Victoire » (Nika). Justinien s’apprête à fuir, mais sur la supplique de sa femme Théodora, décide de faire front. La révolte est réprimée par Bélisaire, chef de l’armée d’Orient (30 000 morts sur l’hippodrome). À la suite de la sédition Nika, Justinien procède à une réforme interne de l’État, rénovant l’administration et la législation, consolidant l’unité de la chrétienté, établissant des équilibres sociaux dans le secteur agricole, menant à terme nombre de réalisation d’envergure visant à rénover les communications, à développer et à moderniser les villes.
- 532 : paix entre l'empire d'Orient et la Perse Sassanide[6].
- 532-534, guerre de Burgondie : le royaume burgonde est intégré aux royaumes francs[7].
- 533-534 : guerre des Vandales ; le royaume vandale d'Afrique est reconquis par l'empire d'Orient[6]. L’Afrique devient une préfecture du prétoire byzantine jusqu’à Ceuta (534-698)[8]. Justinien se hâte d’y établir un limes, et reprend facilement en main le gouvernement du pays dans lequel tout le système administratif romain subsistait[9]. Les Vandales abandonnent l’arianisme puis se fondent avec la population romaine. Les Berbères des Hauts Plateaux ne reconnaissent pas l’autorité de Byzance.

- 535-536 : en de nombreux endroits de la planète le climat est perturbé et semble fortement refroidi. Cela est parfois expliqué par les conséquences d'une éruption du Krakatoa, cette hypothèse n'a pas cependant entraîné l'unanimité des chercheurs[10].
- 535-555 : guerre des Goths entre l'empire d'Orient et le royaume ostrogoth en Italie[6].

## Personnages significatifs
- Agapet Ier
- Amalasonte
- Bélisaire
- Benoît de Nursie
- Boniface II
- Childebert Ier
- Dioscore (antipape)
- Gélimer
- Justinien
- Narsès
- Silvère
- Thierry Ier
- Tribonien
- Vigile (pape)